# Митидис, Несторас
Несторас Митидис (греч. Νέστωρας Μυτίδης; род. 1 июня 1991, Ларнака) — кипрский футболист, нападающий клуба АЕЛ и сборной Кипра.

## Карьера

### Клубная
Воспитанник тренера Андреаса Михалидиса, под его руководством обучался в академии АЕК. Выступал за команду во Втором дивизионе Кипра в сезоне 2009/10, сыграв два матча, и с ней вышел в Первый дивизион. В сезоне 2010/11 стал игроком основы при Тоне Каанене. 13 ноября 2010 забил свой первый гол в матче против «Эрмиса» на 85-й минуте и принеся своему клубу победу. 14 июня 2011 забил свой первый гол в Лиге Европы в поединке против мальтийской «Флорианы» на стадионе «Хибернианс» в Паоле (победа киприотов с итоговым счётом 8:0). Текущая рыночная стоимость игрока — 245 тысяч евро.
В июле 2016 года перешёл в нидерландскую «Роду».

### В сборной
В сборную Митидис впервые был вызван при Ангелосе Анастасиадисе. Дебютировал 16 ноября 2010 в товарищеской игре против Иордании, выйдя на замену на 64-й минуте. 12 июня 2015 он оформил хет-трик в матче с Андоррой, принеся победу 3:1 — на 13-й минуте он после паса с линии штрафной отправил мяч между ног вратарю Феррану Полю, на 45-й минуте после углового пробил головой в правую «девятку», а на 53-й минуте подставил ногу после рикошета и поразил пустые ворота. 13 октября того же года Митидис забил 4-й гол за сборную в поединке против Боснии и Герцеговины, поразив ворота после прострела Костаса Хараламбидиса (тем не менее, Кипр проиграл 2:3).